# Pratovecchio
Pratovecchio é uma comuna italiana da região da Toscana, província de Arezzo, com cerca de 3 091 habitantes. Estende-se por uma área de 75 km², tendo uma densidade populacional de 41 hab/km². Faz fronteira com Bagno di Romagna (FC), Castel San Niccolò, Londa (FI), Montemignaio, Pelago (FI), Poppi, Rufina (FI), Santa Sofia (FC), Stia.

## Demografia
| Variação demográfica do município entre 1861 e 2011                               |
|                                                                                   |
| Fonte: Istituto Nazionale di Statistica (ISTAT) - Elaboração gráfica da Wikipedia |